# Trichloorbenzeen
Trichloorbenzeen is een organische verbinding met als brutoformule C6H3Cl3. De stof is opgebouwd uit een benzeenring met 3 chlooratomen. Er bestaan 3 isomeren:
- 1,2,3-trichloorbenzeen
- 1,2,4-trichloorbenzeen
- 1,3,5-trichloorbenzeen

Structuurformule van 1,2,3-trichloorbenzeen
Structuurformule van 1,2,4-trichloorbenzeen
Structuurformule van 1,3,5-trichloorbenzeen

Trifluorbenzeen · Trichloorbenzeen · Tribroombenzeen · Tri-joodbenzeen